# Han Suyin
Han Suyin (chiń. 韩素音; pinyin Hán Sùyīn), Rosalie Elisabeth Kuanghu Chow (chiń. 周光湖; pinyin Zhōu Guānghú), w rzeczywistości także dr Elisabeth C.K. Comber (ur. 12 września 1916 lub 1917 w Xinyang, położonej w prowincji Henan, Chiny, zm. 2 listopada 2012 w Lozannie) – chińska pisarka.
Jej ojciec, Zhou Yingtong, pochodził z arystokratyczno-mandaryńskiego rodu z Syczuanu i był Chińczykiem z etnicznej podgrupy Hakka. Matka, Margaret Denis, wychowała się w dość zamożnej, mieszczańskiej rodzinie flamandzkiej w Brukseli. Rodzice Han Suyin poznali się, a następnie pobrali w pierwszej dekadzie XX w. w Brukseli, gdzie Zhou Yingtong odbywał studia politechniczne z zakresu kolejnictwa.
Han Suyin była z zawodu lekarką a wykształcenie medyczne zawdzięczała uniwersytetom w Pekinie, Brukseli i Londynie. W tym zawodzie praktykowała też przez wiele lat i przez całe życie uważała medycynę za swoje główne powołanie życiowe.
Pisać – głównie w języku angielskim – zaczęła dość wcześnie, już bowiem w roku 1942, pośród szalejącej wojny sino-japońskiej, zadebiutowała powieścią autobiograficzną, zatytułowaną 
- Destination Chungking (pol. Kierunek Czungking).

Dzięki mieszanemu pochodzeniu została obdarzona poniekąd podwójną osobowością, a przez to również wyjątkowo głębokim zrozumieniem zawikłanej i trudnej problematyki rasowej. Z czasem podjęła trud przedstawienia z perspektywy azjatyckiej niezwykle szerokiej panoramy zdarzeń, składających się na historię najnowszą Chin. Tak powstał sześciotomowy cykl epicki, w skład którego wchodzą następujące powieści: 
- The Crippled Tree (polskie tłumaczenie: Kalekie drzewo, tłum. Teresa Kowalska, Hong Kong Branch of the Royal Asiatic Society, Hongkong, Chiny oraz Instytut Wydawniczy "Świadectwo", Bydgoszcz; miejsce wydania: Hongkong, Chiny 2002; ISBN 83-88632-06-X)
- A Mortal Flower (pol. Śmiertelny kwiat),
- Birdless Summer (pol. Lato bez ptaków),
- My House Has Two Doors (pol. Mój dom ma dwoje drzwi),
- Phoenix Harvest (polskie tłumaczenie: Żniwo feniksa, tłum. Teresa Kowalska, Hong Kong Branch of the Royal Asiatic Society, Hongkong, Chiny oraz Instytut Wydawniczy "Świadectwo", Bydgoszcz; Miejsce wydania: Hongkong, Chiny 2003; ISBN 83-88632-54-X),
- Wind in My Sleeve (pol. Wiatr w mym rękawie).

Pisarka tworzyła także w językach francuskim i chińskim, i była autorką około trzydziestu zróżnicowanych pod względem tematycznym, znakomitych warsztatowo utworów prozatorskich. Jednak największy sukces przyniósł jej romans, zatytułowany: A Many-Splendoured Thing (pol. Rzecz wszechwspaniała), osnuty wokół rzeczywistego wydarzenia z życia osobistego pisarki - krótkotrwałego związku ze znanym dziennikarzem brytyjskim i reporterem wojennym londyńskiego "The Times", Ianem Morrisonem, tragicznie przerwanego jego frontową śmiercią podczas wojny koreańskiej w 1950 r. Na podstawie tej powieści hollywoodzka wytwórnia filmowa Twentieth Century Fox nakręciła w 1955 r., nagrodzony trzema Oscarami film pt.: Love is a 'Many-Splendored Thing (wyreżyserowany przez Henry’ego Kinga, z Williamem Holdenem i Jennifer Jones w rolach głównych). W Stanach Zjednoczonych i w niektórych innych krajach zachodnich film ten nadal cieszy się znaczną popularnością i jest uważany za jeden z największych romansów filmowych wszech czasów, porównywalny m.in. z Przeminęło z wiatrem.
Han Suyin była też wybitnym i cenionym autorytetem w dziedzinie tematyki chińskiej, uczestnicząc w licznych wystąpieniach publicznych (artykuły prasowe, wywiady radiowe i telewizyjne, a także wykłady uniwersyteckie, wygłaszane w głównych centrach akademickich kontynentu północnoamerykańskiego, Europy Zachodniej i Australii), jako adwokatka narodu chińskiego i obrończyni praw kobiet z Trzeciego Świata, a także zagorzała przeciwniczka przesądów oraz barier rasowych. Swoją działalnością publicystyczną i społeczną wniosła osobisty wkład w przełamywanie barier niezrozumienia między Chinami a Zachodem, głównie zaś między Chinami a Stanami Zjednoczonymi, ostatecznie uwieńczone wyprowadzeniem Chin z wieloletniej izolacji politycznej oraz nawiązaniem przez ten kraj pełnych stosunków dyplomatycznych ze Stanami Zjednoczonymi.
Przez ostatnie czterdzieści lat życia pisarka mieszkała na stałe nad Jeziorem Lemańskim w Lozannie (Szwajcaria). Jej trzecim mężem był emerytowany pułkownik armii indyjskiej, Vincent Ruthnaswamy.
Utwory Han Suyin tłumaczy na język polski prof. Teresa Kowalska.

## Twórczość

### Powieści
- Destination Chungking (1942)
- A Many-Splendoured Thing (1952)
- The Mountain Is Young (1958)
- Winter Love (1962)
- Cast But One Shadow (1962)
- Four Faces (1963)
- L'abbé Pierre (1965, w j. francuskim)
- L'abbé Prévost (1975, w j. francuskim)
- Till Morning Comes (1982)
- The Enchantress (1985)

### Dzieła autobiograficzne
- And the Rain My Drink (1956)
- The Crippled Tree (1965; polskie tłumaczenie: Kalekie drzewo, tłum. Teresa Kowalska, Hong Kong Branch of the Royal Asiatic Society, Hongkong, Chiny oraz Instytut Wydawniczy "Świadectwo", Bydgoszcz; miejsce wydania: Hongkong, Chiny 2002; ISBN 83-88632-06-X)
- A Mortal Flower (1966)
- Birdless Summer (1968)
- My House Has Two Doors (1980)
- Phoenix Harvest (1982; polskie tłumaczenie: Żniwo feniksa, tłum. Teresa Kowalska, Hong Kong Branch of the Royal Asiatic Society, Hongkong, China oraz Instytut Wydawniczy "Świadectwo", Bydgoszcz; Miejsce wydania: Hongkong, Chiny 2003; ISBN 83-88632-54-X)
- A Share of Loving (1988)
- Fleur de soleil, histoire de ma vie (1988, tylko w jęz. francuskim, tłum. ang.: Flower of sun: the story of my life)
- Wind In My Sleeve (1992)

### Dzieła historyczne
- China in the Year 2001 (1967)
- Asia Today: Two Outlooks (1969)
- The Morning Deluge: Mao Tsetong and the Chinese Revolution 1893-1954 (1972)
- Lhasa, the Open City (1976)
- Wind in the Tower: Mao Tsetong and the Chinese Revolution, 1949-1965 (1976)
- China 1890-1938: From the Warlords to World War (1989; fotoreportaż historyczny)
- Eldest Son: Zhou Enlai and the Making of Modern China (1994)